# Гуральник, Владимир Михайлович
Влади́мир Миха́йлович Гура́льник (род. 1939) — советский кондитер, начальник кондитерского цеха в ресторане «Прага», создатель рецептов тортов «Прага» и «Птичье молоко».

## Биография
Родился в январе 1939 года в Москве. В октябре 1955 года, в 16-летнем возрасте пришёл на работу в недавно перед этим открывшийся ресторан «Прага» на Арбате в качестве ученика кондитера. В 1965 году получил самое высокое профессиональное звание мастера-кондитера. В 1968 году стал начальником кондитерского цеха и проработал на этой должности до 2009 года, после чего вышел на пенсию. За многолетнюю работу получил ряд званий и наград, среди которых медаль «За трудовое отличие», орден «Знак почета», номинант премии «Общественное признание» в номинации «Человек-легенда».
Закончив 7 классов школы, Владимир Гуральник решил поступить на электромонтера и подал документы в «Первое ремесленное училище им. Сталина», но вскоре понял, что выбранная специальность ему не подходит. Позже его отец, который работал начальником кондитерского цеха в ресторане «Москва», посоветовал присмотреться к профессии кондитера и устроиться на работу в ресторан «Прага». Из воспоминаний Владимира Гуральника: «Как сейчас помню, 1955-й год, на дворе октябрь, и я впервые пришел в этот ресторан. Шесть месяцев меня обучали, а потом перевели в кондитерский цех. Так и началась моя история.»
Вскоре Владимиру Гуральнику стали поручать оформление десертов на заказ — к юбилеям, памятным датам. Уже двадцатилетним он представлял арбатский ресторан на кулинарных конкурсах. В 1965 году молодого кондитера из «Праги» направили в одноименный европейский город для обмена, как тогда выражались, «передовым опытом».
За годы своей работы в ресторане «Прага» Владимир Гуральник расширил ассортимент изделий своего цеха за счет новых рецептов и стал автором 25-ти фирменных тортов, а также 10-ти видов пирожных: «Птичье молоко», «Прага», «Вацлавский», «Зденка», «Жар-птица», «Фламинго», «Флорида», «Шоко-рояль» и др.
Названия тортов имели свою историю. «Вацлавский», сверху обсыпанный грильяжем, Владимир Гуральник назвал в честь Вацлавской площади в г. Праге. Торт «Зденка» получил имя красивой девушки, приезжавшей в Россию в группе пражских кондитеров. Торт «Прагу» Гуральник создал после посещения одноименной столицы Чехословакии и назвал десерт в честь ресторана «Прага», а торт «Птичье молоко» получил свое название от пословицы «Всё есть у богатого, а птичьего молока нет», т.е. название олицетворяло нечто сказочное и особенное.

## Родители
Отец, Михаил Леонтьевич Гуральник,12-летним учеником пришел в пекарню в 1924 году, работал в ресторанах «Динамо», а также в ресторане «Москва», где трудился начальником кондитерского цеха. Награжден знаком «Отличник советской торговли» и тремя орденами: два боевых и третий – за работу кондитером. Мать, Анастасия Михайловна, работала кондитером в ресторане «Будапешт», всю трудовую жизнь отдала любимому делу. Специальность кондитера выбрал и сын Владимир, окончивший «Московский техникум общественного питания».

## Семья
Женат, есть дочь, внучка, правнуки. 

## Профессиональная деятельность
- Создатель более 25-ти тортов, среди которых «Прага», «Птичье молоко», «Вацлавский», «Жар-птица», «Зденка», «Фламинго», «Флорида», «Шоко-рояль» и 10-ти видов пирожных[10].

- Торт «Птичье молоко», придуманный в 1974 году на основе одноимённых конфет, выпущенных за несколько лет до этого на кондитерской фабрике «Красный Октябрь». В 1980 году Государственным комитетом по изобретениям Владимиру Гуральнику было выдано свидетельство об авторских правах на этот торт[2][10]. В 1976 году к 70-летию советского руководителя Леонида Ильича Брежнева Гуральником был изготовлен 15-килограммовый торт «Птичье молоко» для руководителя страны[11].
- Торт «Прага», который Гуральник придумал после поездки в столицу Чехословакии на основе австрийского торта «Захер»[10][12].